# Пам'ятник Мусі Джалілеві (Казань)
Пам'ятник Мусі Джалілеві — монументальний комплекс, встановлений 1966 року на площі 1 Травня в Казані на спомин про татарського поета Мусу Джаліля, учасника татарського антинацистського підпілля, страченого в нацистській в'язниці 1944 року.

## Опис
Пам'ятник розташований біля південного фасаду казанського кремля навпроти будівель Міської думи та Національного музею Республіки Татарстан поблизу місця, де у 1894—1918 роках був пам'ятник Олександрові II.
Відкритий 3 листопада 1966 року (у рік святкування 60-річчя від дня народження Муси Джаліля) пам'ятник є просторово розвиненим комплексом, що складається з трьох основних частин: майданчика-стилобату, скульптури та гранітної стінки. Автори композиції: скульптор В. Цигаль та архітектор Л. Голубовський.
У 1974 році пам'ятник Мусі Джалілю був включений до списку пам'яток культури РРФСР, що підлягають охороні як пам'ятки державного значення.

### Майданчик
Гранітний майданчик трапецієподібної форми, піднятий над рівнем землі, впорядковує нерівний рельєф площі з великим перепадом висоти. У центрі розташовується квітник, що у зменшеному вигляді повторює конфігурацію майданчика. З боків поставлені лави з полірованого граніту.
З боку Кремлівської вулиці розташована стоянка для легкових автомашин та туристичних автобусів.
Від вулиці Баумана, що проходить внизу, і станції метро «Кремлівська» до майданчика із західного боку ведуть сходи.
Двічі на рік — 15 лютого (день народження Муси Джаліля) та 25 серпня (річниця страти «групи Курмашова») біля пам'ятника проводяться врочисті мітинги з покладанням квітів.

### Скульптура
Скульптура височить на 7,9 м від малої основи трапеції. Пластика фігури відрізняється монументальною укрупненістю форм, завершеністю та чіткістю моделювання.
Ідейно-образний задум динамічної композиції полягає в тому, що Муса Джаліль представлений у невгамовному пориві. Поет, що загинув у берлінській в'язниці Плетцензее, ніби розриває сковуючі його пута колючого дроту. Оголена до пояса фігура виражає міць і енергію, гордо піднята голова, непохитний рішучий погляд говорять про мужність, стійкість, моральну силу і героїзм.
На бронзовому п'єдесталі, що становить єдине скульптурне ціле з фігурою Муси Джаліля, факсимільний напис: «М. Җәліл».

### Стінка
По довгій основі трапеції майданчика зведена стінка з гранітних блоків, частково полірованих, частково лише злегка оброблених. На блоках — стилізовані зображення ластівок і три цитати з віршів Муси Джаліля (татарською та російською мовами).
25 серпня 1994 року в пам'ять про соратників Муси Джаліля й у зв'язку з 50-річчям від дня їхньої загибелі у в'язниці Плетцензее, на гранітній стінці було відкрито присвячений їм барельєф. Він являє собою портрети десяти членів татарського підпілля: Гайнана Курмашова, Абдулли Аліша, Фуата Сайфульмулюкова, Фуата Булатова, Гаріфа Шабаєва, Ахмета Симаєва, Абдулли Батталова, Зінната Хасанова, Ахата Атнашева.